# Hertugdømmet Oldenborg (1777-1815)
Hertugdømmet Oldenborg (tysk: Herzogtum Oldenburg) var en stat i den nordvestlige del af det nuværende Tyskland, der eksisterede fra 1777 til 1815. Hovedstaden var byen Oldenborg. I dag indgår dets territorium i den tyske delstat Niedersachsen.
Hertugdømmet opstod i 1777, da grevskaberne Oldenborg og Delmenhorst blev ophøjet til et hertugdømme. Under Napoleonskrigene var det annekteret af det Første franske kejserrige fra 1810 til 1813. Det ophørte i 1815, da det ved Wienerkongressen ophøjet til storhertugdømme, Storhertugdømmet Oldenborg.

## Historie

### Oprettelsen
Efter flere års forberedelser indgik Danmark i 1773 Traktaten i Tsarskoje Selo (også kaldet Mageskiftetraktaten) med den i Rusland og Holsten-Gottorp regerende linje af Huset Oldenborg. Ved traktaten overdrog Kong Christian 7. af Danmark-Norge grevskaberne Oldenborg og Delmenhorst til overhovedet for Huset Holsten-Gottorp, den russiske storfyrsttronfølger Paul (den senere kejser Paul 1. af Rusland), mod at Danmark fik lovning på overdragelse af de gottorpske dele af Hertugdømmet Holsten samt garanti for besiddelsen af hele Hertugdømmet Slesvig. Fra dansk side var formålet med traktaten dels at få Holsten samlet under én hertug og dels at bidrage til en forenkling af de indviklede arveforhold i det Danske Monarki.
Traktaten blev underskevet på slottet i Tsarskoje Selo syd Sankt Petersborg den 1. juni 1773, og den 27. august 1773 blev grevskabet overdraget til Paul. Allerede fire dage senere overdrog Paul grevskabet til sin farfars fætter fyrstbiskoppen af Lübeck Frederik August, der blev udnævnt til greve. Rusland bevarede dog sin indflydelse i Oldenborg. Hertugdømmet førte ofte en russiskvenlig politik. Frem til 1917 var den russiske kejser overhoved for (chef for) fyrstehuset i Oldenborg. Dette betød fx, at enhver ændring i huslovene (b.a. om arvefølgen) skulle godkendes i Sankt Petersborg.
I 1774 blev kejser Josef 2. af Det tysk-romerske Rige anmodet om at godkende greven som hertug. Dette skete i 1777, og derved blev Oldenborg et hertugdømme. Hertugdømmet Oldenborg indgik frem til 1806 i den Nederrhinske-vestfalske Rigskreds i Det tysk-romerske Rige.
Frederik August døde i 1785. Eftersom hans søn og arving, Peter Fredrik Vilhelm (død 1823), var sindssvag, blev regeringen i hans levetid forestået af hans fætter, Peter Fredrik Ludvig, fyrstbiskop og fra 1803 fyrste af Lübeck.
Ved den radikale ændring af det Tysk-romerske riges territoriale sammensætning og magtstruktur kaldet Reichsdeputationshauptschluss i 1803 fik Oldenborg som erstatning for at opgive opkrævning af skibstold på Weser-floden ved Elsfleth tildelt det hannoverske amt Wildeshausen samt amterne Vechta og Cloppenburg fra det sekulariserede fyrstbispedømme Münster. Samtidig blev Fyrstbispedømmet Lübeck sekulariseret og omdannet til et verdsligt fyrstendømme, Fyrstendømmet Lübeck.

### Napoleonskrigene
Som følge af det regerende hus' forbindelse med Rusland blev Oldenborg i 1806 besat af Kongeriget Holland og Første franske kejserrige. Ved Freden i Tilsit i 1807 fik hertugen sit land tilbage og indtrådte i 1808 i Rhinforbundet. Men da han ikke ville gå med til Napoleons forslag om at bytte sit land med Erfurt, besatte Napoleon landet i 1810 og indlemmede det den 10. december 1810 i det franske kejserrige som del af departementet Bouches-du-Weser, idet Fyrstendømmet Lübeck dog bevarede sin selvstændighed. I sin egenskab af regent gik Peter Frederik Ludvig derefter i eksil i Rusland, hvor hans søn, Georg var blevet gift med Tsar Aleksandr 1.'s søster Storfyrstinde Katarina Pavlovna i 1809. Anneksionen af Oldenborg var en omstændighed, som på afgørende vis bidrog til det endegyldige brud mellem Frankrig og Rusland. Efter Napoleons afgørende nederlag ved Slaget ved Leipzig i 1813 blev hertugdømmet Oldenborg genoprettet sammen med de øvrige stater, der var blevet indlemmet i det franske kejserrige i 1810.

### Afslutning
Ved Wienerkongressen i 1814–1815 blev Oldenborg udvidet og fik tilladelse til at omdanne sig til et storhertugdømme, Storhertugdømmet Oldenborg med virkning fra 1815. Det var dog først efter et tronskifte i 1829, at de oldenborgske hertuger begyndte at anvende selve titlen storhertug.

## Fodnoter
1. ↑  Selv om Oldenborg blev ophøjet til storhertugdømme i 1815, begyndte Oldenborgs regenter først at bruge titlen storhertug fra 1829.
2. ↑  Selv om Oldenborg blev ophøjet til storhertugdømme i 1815, begyndte Oldenborgs regenter først at bruge titlen storhertug fra 1829.